# 下呂町
下呂町（げろちょう）は、かつて岐阜県益田郡にあった町。2004年（平成16年）3月1日に益田郡の他4町村と合併し、下呂市が発足した。下呂温泉で知られる。

## 地理
面積の90%を山林が占め、御嶽山系の1,000m級の山々に囲まれている。川が町のほぼ中央を貫流する飛騨川に合流している。
- 山：湯ヶ峰、白草山
- 河川：飛騨川、原川、門和佐川、輪川
- 滝：乗政大滝

### 隣接していた自治体
- 益田郡 小坂町、萩原町、金山町、馬瀬村
- 加茂郡 白川町
- 恵那郡加子母村
- 長野県 王滝村

## 歴史
上古
- 『岐阜県益田郡誌』によると、「光仁天皇の御代宝亀7年までは大野郡伴有里の内なりしも後下留郷となし、又其後・・・湯之島・森・小川・三原に中原村大字門原の舊六ヶ村を下呂郷と称す」、「蓋し村名の起因は前記下留が下呂と轉じたるならむ」[1]とあり、古くは下留（しものとまり）と呼ばれていたものがやがて下留（げる）を経て下呂（げろ）と変化したものであろうと言われている。

近代
- 江戸時代末期に、この地域は飛騨国益田郡下呂郷と呼ばれていた。江戸時代の初めに飛騨高山藩の金森氏が下呂地域を統治していた。後に天領となった。
- 1883年（明治16年）6月1日 小川、森、湯之島、東上田の各村が三郷村より分離し下呂村と改称する。
- 1889年（明治22年）7月1日 町村制施行により下呂村と川西村の一部であった三原、少ヶ野村が合併し下呂村が発足。
- 1925年（大正14年）1月1日 町制施行により下呂町（初代）となる。
- 1955年（昭和30年）4月1日 竹原村、上原村、中原村と合併し下呂町（2代）が発足。
- 2004年（平成16年）3月1日 小坂町、金山町、萩原町、馬瀬村と合併し下呂市が発足。同日下呂町廃止。

## 行政
- 歴代町長
  - 初代：今井覚次郎（1955年4月20日～1955年8月1日）
  - 2代：細江辰己（1955年8月9日～1967年8月8日）
  - 3代：斎藤章治（1967年8月9日～1968年12月20日）
  - 4代：斎藤三寸三（1969年1月22日～1977年1月21日）
  - 5代：矢澤鐘三（1977年1月22日～1993年1月21日）
  - 6代：松田正治（1993年1月22日～1997年1月21日）
  - 7代: 岡前基三郎 (1997年1月22日～2004年2月29日)

## 経済

### 産業
- 主な産業は観光業であり、下呂温泉で有名である。

## 教育
- 下呂町立下呂中学校
- 下呂町立竹原中学校
- 下呂町立下呂小学校
- 下呂町立中原小学校
- 下呂町立上原小学校
- 下呂町立竹原小学校

### 2004年以前に廃校となった学校
- 岐阜県立益田高等学校下呂分校（1974年廃校）
- 下呂町立下呂小学校東上田分校（1965年廃校）
- 下呂町立門和佐小学校（1967年廃校）
- 下呂町立和川小学校（1967年廃校）
- 下呂町立和佐小学校（1969年廃校）
- 下呂町立中山小学校（1969年廃校）
- 下呂町立中山小学校久野川分校（1969年廃校）
- 下呂町立宮地小学校（1971年廃校）
- 下呂町立竹原東小学校（1971年廃校）
- 下呂町立竹原西小学校（1971年廃校）

## 交通

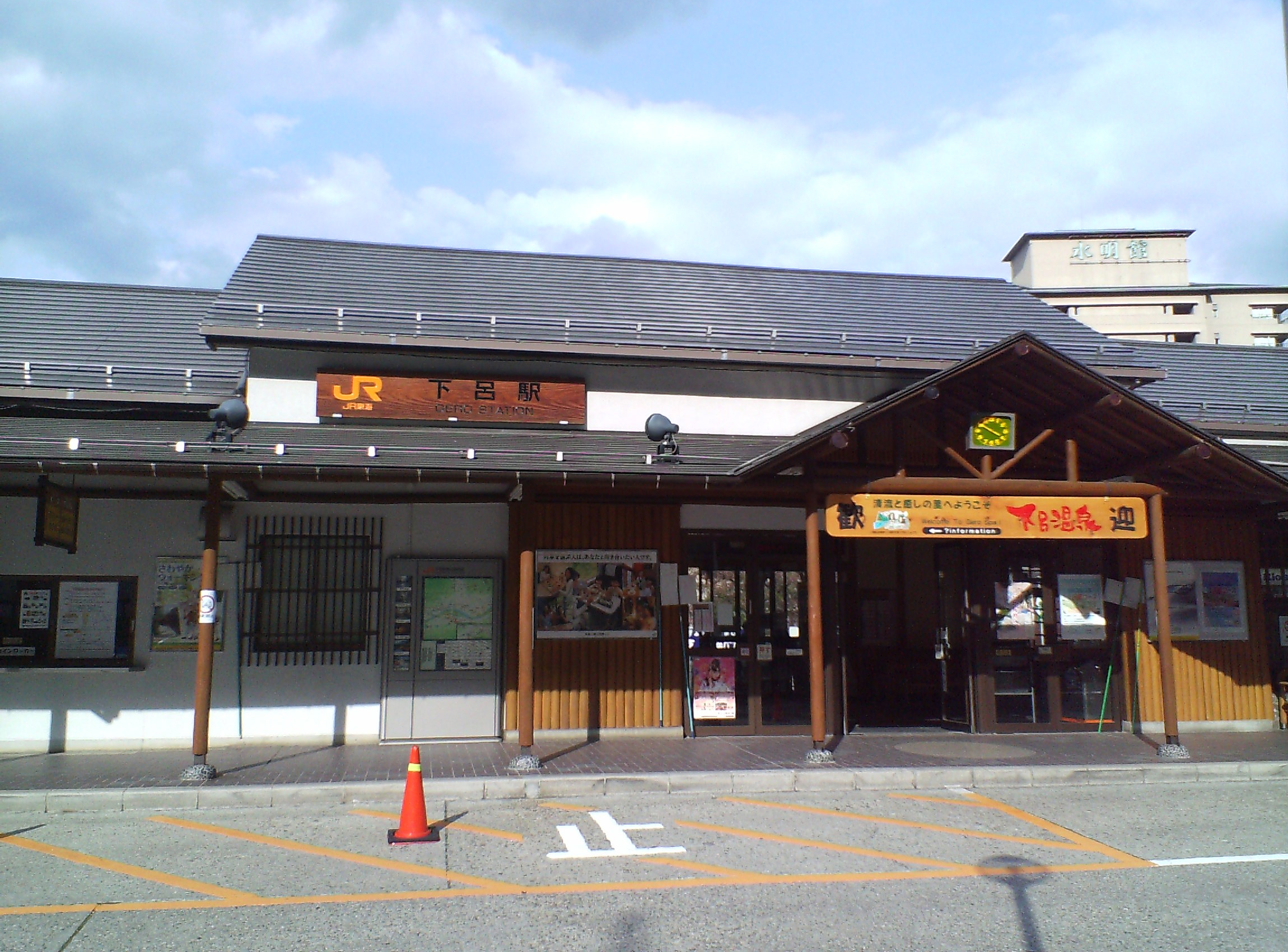
下呂駅

### 鉄道路線
- JR東海
  - 高山本線：焼石駅 - 下呂駅

### 道路
- 国道41号
- 国道257号
- 岐阜県道62号下呂白川線
- 岐阜県道88号下呂小坂線
- 岐阜県道432号門和佐瀬戸線
- 岐阜県道436号田口洞線
- 岐阜県道440号乗政下呂停車場線
- 岐阜県道442号白草山公園線

## 名所・旧跡・観光スポット・祭事・催事
- 下呂温泉
- 相生座[2]
- 大和座[2]
- 下呂劇場[2]